# Сан-Луїс (Аргентина)
```

```

Сан-Луїс (ісп. San Luis) — місто в центральній частині Аргентини біля підніжжя гір Сьєрра-де-Кордова, столиця провінції Сан-Луїс і центр столичного департаменту. Населення міста становить 169 тис. мешканців (перепис INDEC 2010 року).

## Історія

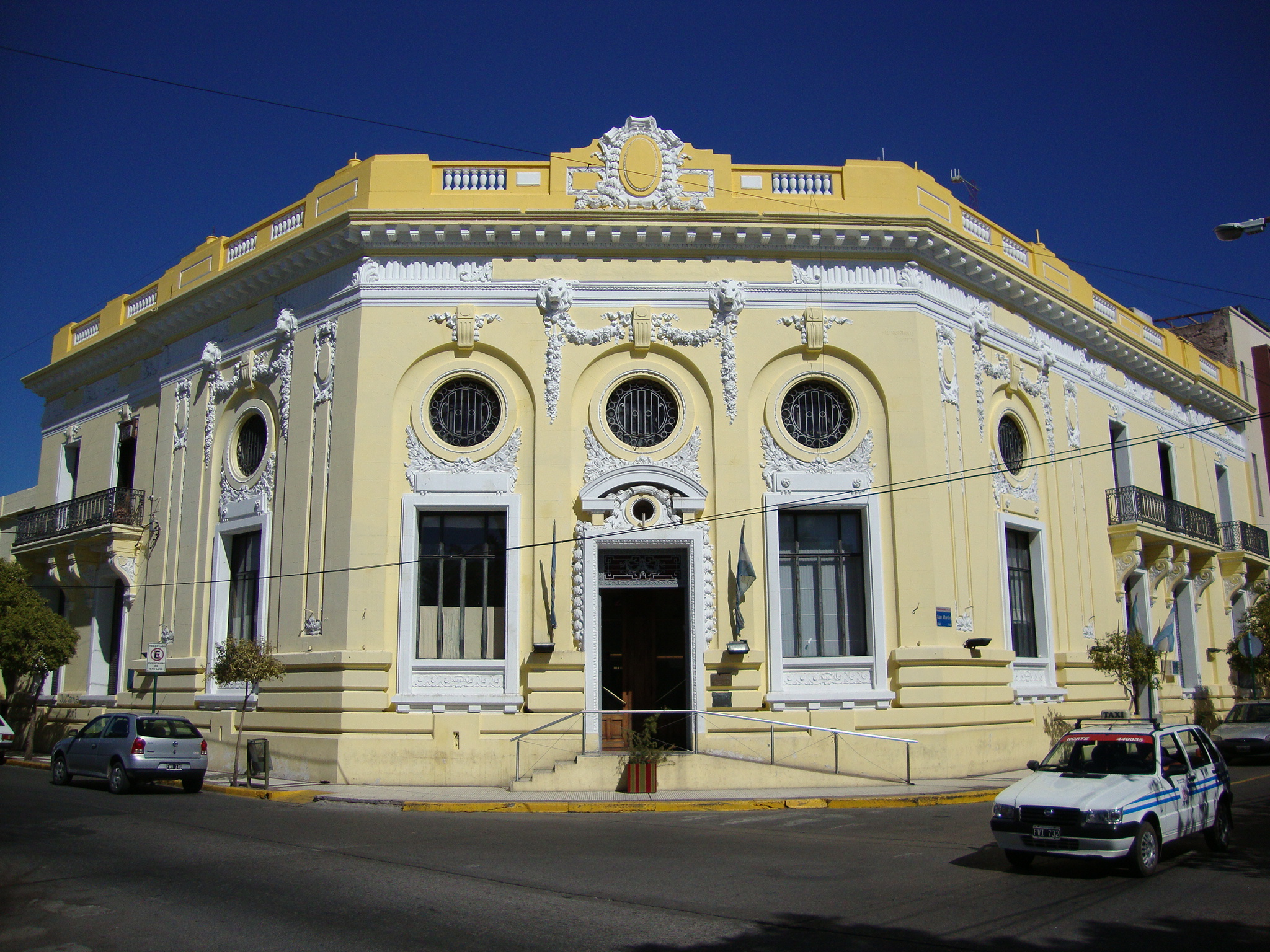
Муніципалітет Сан-Луїса

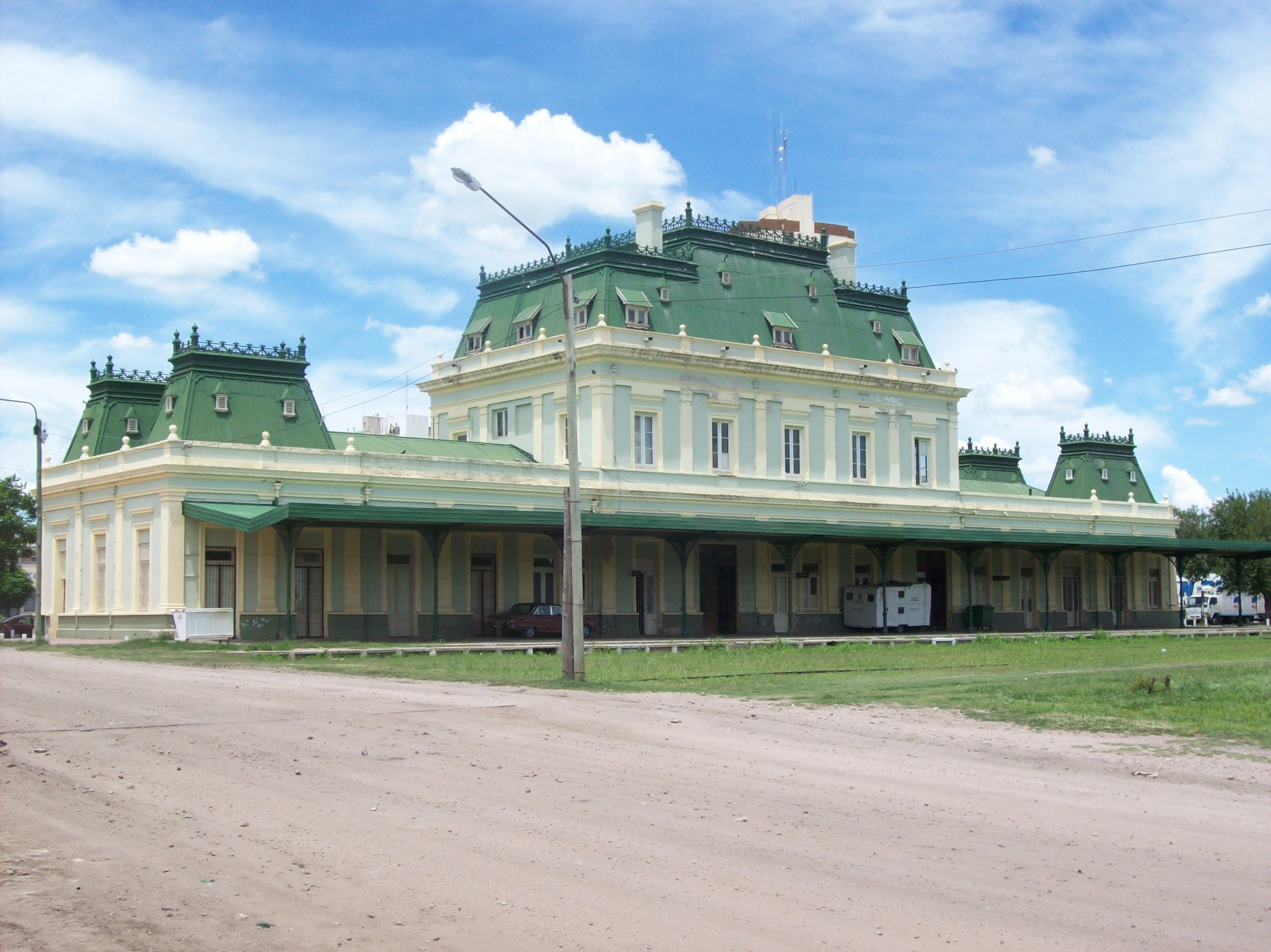
Залізнична станція Сан-Луїса

Жодних достовірних відомостей чи документів про заснування міста немає, тому навколо цього питання існує багато легенд, жодна з яких не знайшла документального підтвердження.
Вважається, що Сан-Луїс був заснований 25 серпня 1594 року Луїсом Хуфре де Лоайса-і-Менесесом, намісником території Куйо, проте через вороже ставлення місцевого корінного населення скоро був покинутий. Через два роки місто було знову засноване, але вже в іншому місці. Поселення постійно страждало від підтоплень через близькість до річки.
Першою назвою міста було Сан-Луїс-де-Лойола-Нуева-Медіна-де-Ріосеко (ісп. San Luis de Loyola Nueva Medina de Rioseco), яке означало:
- частина Сан-Луїс (ісп. San Luis) дана на честь французького короля Людовика IX, покровителя засновника міста
- частина де-Лойола (ісп. de Loyola) дана на честь губернатора Чилі Мартіна Гарсії Орьєса де Лойоли, який віддав наказ заснувати місто
- частина Нуева-Медіна-де-Ріосеко (ісп. Nueva Medina de Rioseco — Нова Медіна-де-Ріосеко) дана на честь місця народження батьків засновника — іспанського міста Медіна-де-Ріосеко в общині Кастилія-і-Леон.

Також часто вживалася назва міста Ла-Пунта (ісп. La Punta), Пунта-де-лос-Венадос (ісп. Punta de los Venados) або Ла-Пунта-де-Сан-Луїс-де-Лойола (ісп. La Punta de San Luis de Loyola). Саме тому жителів міста досі називають пунтанос.
1882 року місто отримало залізничне сполучення. Наступного року розпочалося будівництво церкви. 1911 року було збудовано муніципалітет — будівлю у стилі архітектури французького Відродження.
На кінець 19 століття населення Сан-Луїса досягло 7 тисяч мешканців. За переписом 1960 року у місті налічувалося 40 000 жителів і воно швидко зростало завдяки підйому промисловості і міграції. Зараз у місті живе понад 150 тис. осіб.
У всьому місті доступний безкоштовний вихід до мережі Інтернет через Wi-Fi, завдяки чому 2009 року місто було назване одним з трьох найбільш «оцифрованих» міст Аргентини.

## Клімат
Клімат Сан-Луїса помірний напівпосушливий.
Середні температури січня 24 °C, липня — 9 °C, середня річна температура 17 °C. Літо жарке і вологе, часті грози. Зими м'які. Снігопади трапляються рідко, зазвичай не частіше разу на рік. Абсолютний максимум температур за період спостережень з 1961 по 1990 роки 41.7 °C, абсолютний мінімум −10.5 °C.
Для травня і червня характерне переважання теплих північно-східних вітрів, у вересні і жовтні переважають шквальні південні вітри.
| Клімат Сан-Луїса (1961—1990) | Клімат Сан-Луїса (1961—1990) | Клімат Сан-Луїса (1961—1990) | Клімат Сан-Луїса (1961—1990) | Клімат Сан-Луїса (1961—1990) | Клімат Сан-Луїса (1961—1990) | Клімат Сан-Луїса (1961—1990) | Клімат Сан-Луїса (1961—1990) | Клімат Сан-Луїса (1961—1990) | Клімат Сан-Луїса (1961—1990) | Клімат Сан-Луїса (1961—1990) | Клімат Сан-Луїса (1961—1990) | Клімат Сан-Луїса (1961—1990) | Клімат Сан-Луїса (1961—1990) |
| Показник | Січ.                         | Лют.                         | Бер.                         | Квіт.                        | Трав.                        | Черв.                        | Лип.                         | Серп.                        | Вер.                         | Жовт.                        | Лист.                        | Груд.                        | Рік                          |
| Абсолютний максимум, °C | 41,9                         | 39,9                         | 38,5                         | 34,7                         | 32,4                         | 30,1                         | 30,4                         | 32,6                         | 35,0                         | 39,8                         | 41,1                         | 42,3                         | 42,3                         |
| Середній максимум, °C | 31,1                         | 30,0                         | 27,0                         | 23,6                         | 20,3                         | 16,9                         | 16,8                         | 19,3                         | 21,7                         | 25,4                         | 28,3                         | 30,4                         | 24,2                         |
| Середня температура, °C | 24,4                         | 23,1                         | 20,2                         | 16,7                         | 13,2                         | 9,6                          | 9,4                          | 11,6                         | 14,5                         | 18,4                         | 21,4                         | 23,6                         | 17,2                         |
| Середній мінімум, °C | 17,6                         | 16,7                         | 14,3                         | 11,0                         | 7,5                          | 4,0                          | 3,5                          | 5,3                          | 7,8                          | 11,8                         | 14,6                         | 16,8                         | 10,9                         |
| Абсолютний мінімум, °C | 4,1                          | 3,9                          | 2,3                          | −2,4                         | −6,5                         | −9,1                         | −9,4                         | −8,7                         | −3,9                         | −4                           | 0,3                          | 1,6                          | −9,4                         |
| Середня кількість сонячних годин на місяць | 319,3                        | 280,0                        | 260,4                        | 234,0                        | 210,8                        | 186,0                        | 204,6                        | 238,7                        | 240,0                        | 291,4                        | 300,0                        | 316,2                        | 3081,4                       |
| Норма опадів, мм | 109.7                        | 86.9                         | 91.2                         | 42.2                         | 11.6                         | 8.9                          | 10.8                         | 8.1                          | 19.2                         | 35.9                         | 77.4                         | 101.3                        | 603.2                        |
| Днів з опадами | 10                           | 8                            | 8                            | 5                            | 3                            | 2                            | 3                            | 2                            | 4                            | 5                            | 8                            | 10                           | 68                           |
| Вологість повітря, % | 55                           | 56                           | 63                           | 65                           | 64                           | 62                           | 60                           | 51                           | 48                           | 49                           | 48                           | 51                           | 56                           |
| --- | ---------------------------- | ---------------------------- | ---------------------------- | ---------------------------- | ---------------------------- | ---------------------------- | ---------------------------- | ---------------------------- | ---------------------------- | ---------------------------- | ---------------------------- | ---------------------------- | ---------------------------- |
| Джерело: NOAA (normals 1961–1990, extremes 1971–1990), Secretaria de Mineria (extremes 1901–1960), Servicio Meteorológico Nacional (precipitation days) |                              |                              |                              |                              |                              |                              |                              |                              |                              |                              |                              |                              |                              |

## Транспорт

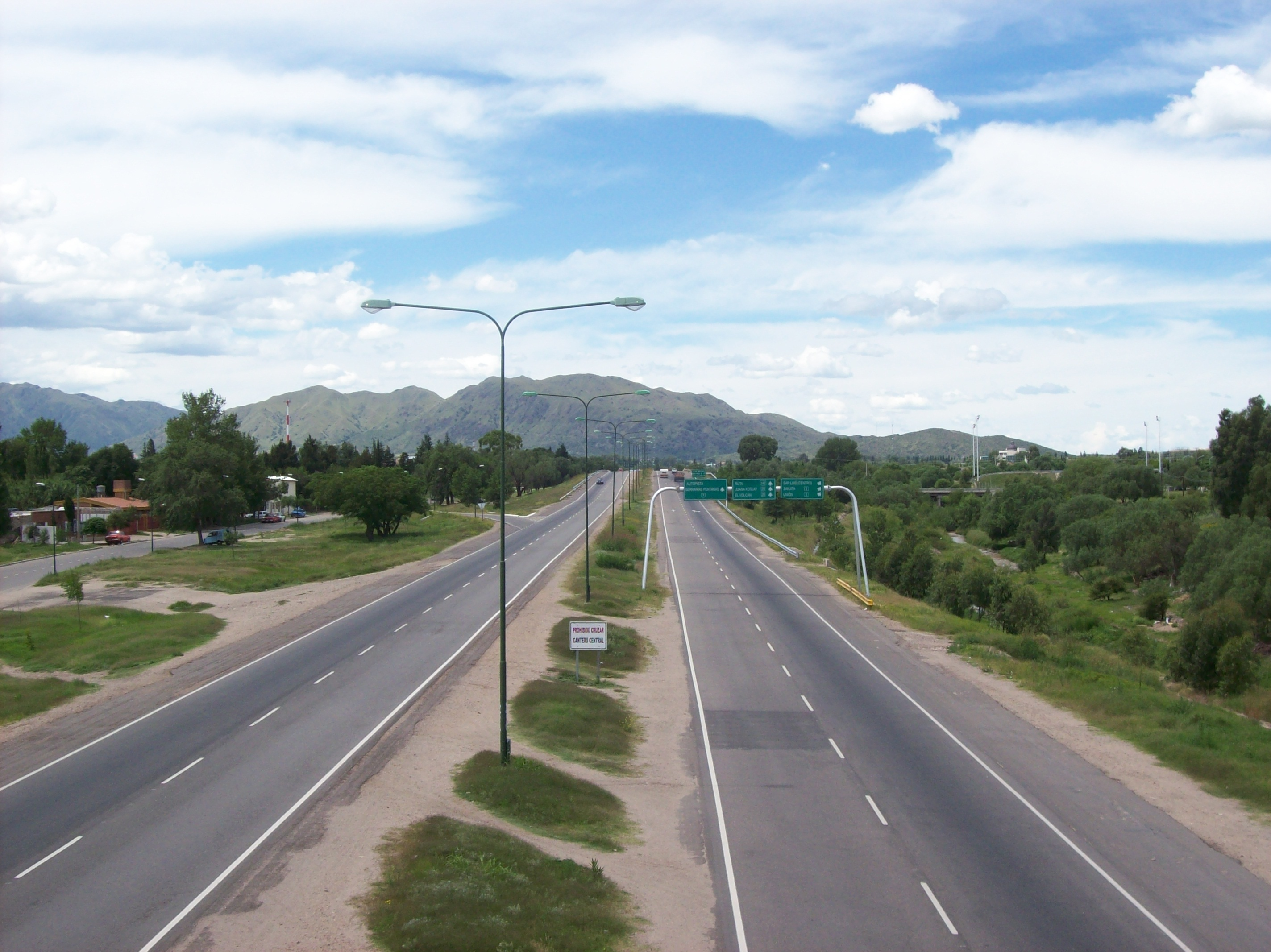
Вулиця Сан-Луїса

Місто Сан-Луїс має такі шляхи сполучення:
- автомобільні: 
  - національні траси № 7, 146, 146
  - провінціальні траси № 3, 20
- аеропорт Brigadier Mayor César Raúl Ojeda
- раніше у місті працювала Західно-Аргентинська залізниця, яка сполучала його з Чилі

## Освіта
Рівень неграмотності у Сан-Луїсі 2,08%. У місті налічується 43308 учня, які відвідують державні навчальні заклади, і 7882 учні, які навчаються у приватних.
У Сан-Луїсі знаходиться декілька вищих навчальних закладів, зокрема Національний університет Сан-Луїса (ісп. Universidad Nacional de San Luis).

## Туризм
Місто Сан-Луїс знаходиться між горами Сьєрра-де-Кордова і річкою на висоті 709 м над рівнем моря, що робить його третьою найвищою столицею провінцій Аргентини. Воно популярне серед туристів завдяки своїм природним умовам і архітектурі.
У місті багато парків, зокрема:
- Парк Чотирьохсотріччя (ісп. cuarto centenario), в якому знаходиться маяк і велодром
- Парк Націй (ісп. el parque de las naciones)

У Сан-Луїсі багато будівель колоніальної архітектури і неокласичний кафедральний собор. Найвідоміші площі: Полковника Прінглса, Незалежності, Кармен і Альконес. Також у місті багато пам'ятників, присвячених війні за незалежність Аргентини, зокрема кінна статуя Хосе де Сан-Мартіна.
Серед музеїв міста слід відзначити Провінційний Музей Дора Очоа де Масрамон.

## Видатні особи
У місті Сан-Луїс народилися такі відомі люди:
- Роберто Марсело Левінгстон — фактичний правитель Аргентини у 1970—1971 роках
- Адольфо Родрігес Саа — політик, президент Аргентини під час грудневої кризи 2001 року
- Берта Елена Відаль де Баттіні (1900—1984) — аргентинська фольклористка, мовознавець і педагог